# Li Xi
Li Xi (Liangdang County, Longnan; 16 de octubre de 1956) es un político chino y actual secretario de la Comisión Central de Control Disciplinario. Es miembro del Comité Permanente del Politburó del Partido Comunista Chino y el actual Secretario del Partido Comunista de la provincia de Guangdong. Li pasó gran parte de su carrera en el noroeste de China y se desempeñó como secretario del partido de la base revolucionaria de Yan'an. Se desempeñó como subsecretario del partido de Shanghai, luego gobernador de la provincia de Liaoning y luego ascendido a secretario del partido.

## Carrera profesional
Li Xi nació en octubre de 1956 en el condado de Liangdang, provincia de Gansu. Se unió a la fuerza laboral en julio de 1975 y se convirtió en miembro del Partido Comunista Chino (PCCh) en enero de 1982. Se graduó de la Universidad Normal del Noroeste. Comenzó su carrera trabajando como funcionario en el departamento provincial de propaganda de la organización del partido de Gansu. Trabajó en múltiples puestos en Gansu, incluido el de secretario del partido del distrito de Xigu de la capital provincial Lanzhou, secretario adjunto del partido de Lanzhou y secretario del partido de la prefectura de Zhangye.
En 2006, Li se convirtió en secretario del Partido de Yan'an en la vecina provincia de Shaanxi. Yan'an tiene un significado especial para el Partido Comunista, ya que es el sitio de la base revolucionaria de Mao después del final de la Gran Marcha. En 2011, fue trasladado a Shanghái para desempeñarse como Director del Departamento de Organización del municipio y, más tarde, como Secretario Adjunto del Partido. En 2014, fue trasladado nuevamente a la provincia de Liaoning en el noreste de China, y fue nombrado gobernador interino y subsecretario del Partido de la provincia, reemplazando al gobernador saliente Chen Zhenggao. Fue confirmado por la legislatura provincial como gobernador ese mismo año. En mayo de 2015, sucedió a Wang Min como secretario del Partido Comunista de Liaoning, convirtiéndose en el primero a cargo de la provincia.
En el XIX Congreso del Partido, Li Xi fue nombrado miembro del Politburó del Partido Comunista Chino. El 28 de octubre de 2017, poco después del congreso del partido, Li fue transferido para hacerse cargo de la provincia sureña de Guangdong, políticamente importante, de manos de Hu Chunhua como secretario provincial del partido.
Li es miembro suplente de los Comités Centrales 17 y 18 del Partido Comunista Chino y miembro de pleno derecho del Comité Central 19 del Partido Comunista Chino.